# Goliat

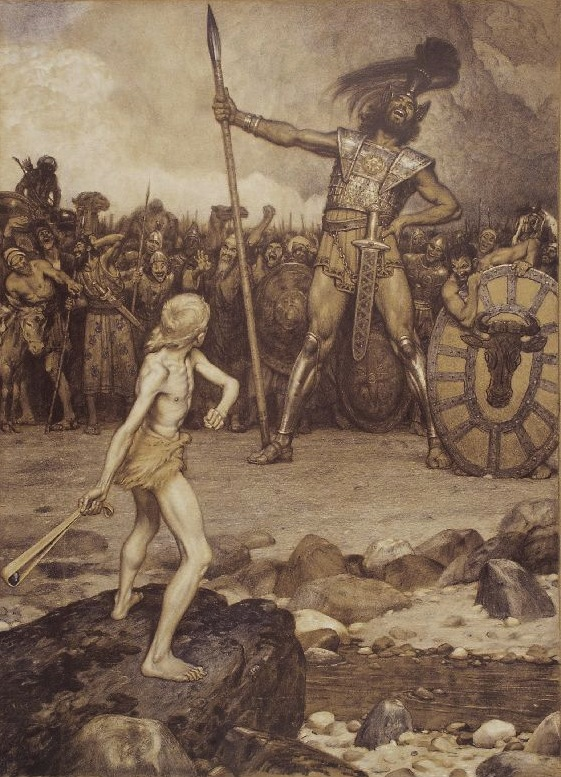
David și Goliat

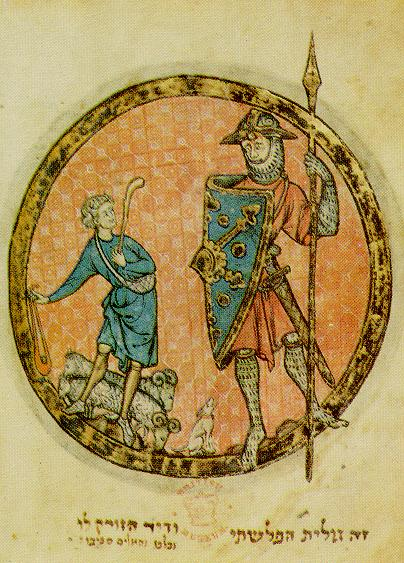
David si Goliat (ilustrație evreiască din sec.XIII, Franța)

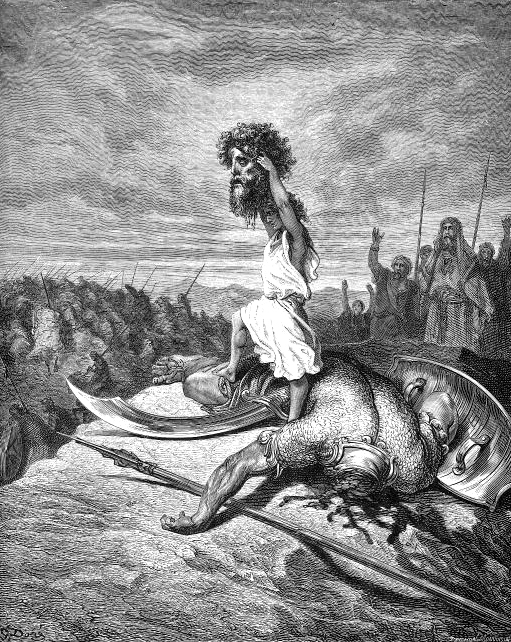
David ținând capul tăiat al lui Goliat

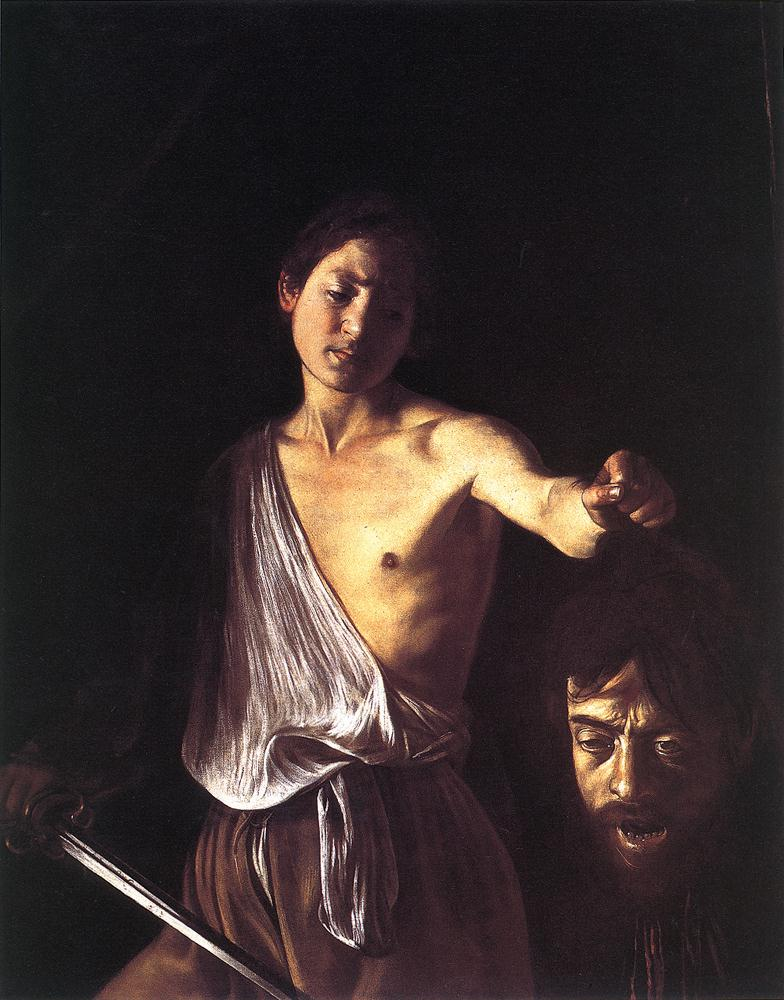
Tabloul cu David ținând în mână capul lui Goliat de Caravaggio (Goliat reprezintă autoportretul lui Caravaggio)

Goliat (în ebraică: גָּלְיָת; arabă: جالوت, Ǧālūt), cunoscut și ca Goliat din Gat (unul din cele cinci state oraș ale filistenilor), a fost un războinic filistean uriaș, faimos pentru lupta sa contra tânărului David, viitorul rege al Israelului. Lupta dintre ei este descrisă în Biblia ebraică (Vechiul Testament) și, mai pe scurt, în Coran. 
Tradițiile post-clasice evreiești au subliniat statutul lui Goliat ca reprezentant al păgânismului, în contrast cu David, campion al Dumnezeului lui Israel. Tradiția creștină a văzut în lupta lui David cu Goliat lupta Bisericii împotriva lui Satan.

## Citate
În capitolul 1 Samuel, 17  din Biblie este descrisă lupta dintre Goliat și David din timpul războiului evreilor cu filistenii.
„El se numea Goliat, era din Gat, și avea o înălțime de șase coți și o palmă. Pe cap avea un coif de aramă, și purta niște zale de solzi în greutate de cinci mii de sicli de aramă. Avea niște turetci de aramă peste fluierele picioarelor, și o pavăză de aramă între umeri. Coada suliței lui era ca un sul de țesut, și fierul suliței cântărea șase sute de sicli de fier. Cel ce-i purta scutul mergea înaintea lui. ”
„Îndată ce Filisteanul a pornit să meargă înaintea lui David, David a alergat pe câmpul de bătaie înaintea Filisteanului. Și-a vârât mâna în traistă, a luat o piatră, și a aruncat-o cu praștia; a lovit pe Filistean în frunte, și piatra a intrat în fruntea Filisteanului, care a căzut cu fața la pământ. Astfel, cu o praștie și cu o piatră, David a fost mai tare decât Filisteanul; l-a trântit la pământ și l-a omorât, fără să aibă sabie în mână. A alergat, s-a oprit lângă Filistean, i-a luat sabia, pe care i-a scos-o din teacă, l-a omorât și i-a tăiat capul. Filistenii, când au văzut că uriașul lor a murit, au luat-o la fugă. ”

## Considerații asupra textului

### Confruntarea
Pe vremea legendarilor David și Goliat nu existau armate organizate, ci numai grupuri de 20-30 luptători care se înfruntau, stând la început pe două dealuri opuse. “Pregătirile de război” constau în incitări verbale, după care cei doi conducători ai grupurilor rivale se întâlneau, întărâtați, la mijlocul distanței dintre dealuri, mergând lent unul spre celălalt. Conform legendei, David l-ar fi nimerit pe Goliat in frunte cu o piatră dibaci azvârlită dintr-o praștie, Goliat s-ar fi clătinat și prăbușit, camarazii lui Goliat părăsind apoi în fugă locul încăierării.

### Înălțimea lui Goliat
Există diferențe semnificative între versiunile masoretic (ebraică), Septuaginta (greacă) și Manuscrisele de la Marea Moartă ale capitolului 1.Samuel 17.
În Manuscrisele de la Marea Moartă scrie că uriașul Goliat avea o înălțime de șase coți (0.48x6 cm) și o palmă (0.24 cm), aproximativ 312 cm. În manuscrisele târzii Septuaginta din Codexul Aleppo se mărește înălțimea la nouă picioare și jumătate, adică 290 cm.

### Versete care lipsesc din Septuaginta
Manuscrisele timpurii bazate pe Septuaginta, cum ar fi cel din secolul al IV-lea d.Hr. Codex Vaticanus Graecus 1209, nu conțin versetele din 1 Samuel care-l descriu pe David, despre vârsta lui sau despre faptul că vine în fiecare zi cu alimente pentru frații săi. Dar nici în 1 Samuel 17:55-58 Saul nu pare a fi conștient de identitatea lui David, referindu-se la el ca „acest tânăr” și cere lui Abner să găsească numele tatălui său.

### Elhanan și Goliat
Conform cu Samuel 17:45-50 David l-ar fi ucis pe Goliat cu praștia, însă conform cu Samuel 21:19 pe ucigașul lui Goliat nu îl chema David ci Elhanan.
Conform cu Cronici 20:5, Elhanan a omorât și pe Lahmi, fratele lui Goliat.

## Goliat în filme
Italienii au produs o serie de filme de aventuri, numite peplum  încă din anii 1960.
Titlurile din seria italiană Goliat sunt: 
- Goliat împotriva Uriașilor (1960) cu Brad Harris în rolul uriașului Goliat.
- Goliat și Sclava Rebelă (sau Tirantul din Lidia contra Fiului lui Hercule, 1963) cu Gordon Scott în rolul lui Goliat. (Notă: acest film a fost vândut direct la televiziunea americană într-un pachet cunoscut ca Fii lui Hercule, în acest caz, referindu-se la Goliat, ca Fiu al lui Hercule, pur și simplu din motive de marketing).
- Goliat și Călărețul Mascat (sau Hercule și Călărețul Mascat, 1964) cu Alan Steel în rolul lui Goliat. (Acest film a fost comercializat la televiziunea din SUA ca un film despre Hercule)
- Goliat la Cucerirea Bagdadului (sau Goliat la cucerirea Damascului, 1964) cu Peter Lupus în rolul lui Goliat.

Numele lui Goliat a fost, de asemenea, utilizat și în alte titluri de câteva filme italiene, care au fost redenumite astfel pentru distribuție în SUA, în încercarea de a mări câștigurile pe nebunia vizavi de Goliat iscată în rândul spectatorilor, dar aceste filme nu au fost inițial filme despre Goliat în Italia: 
- Goliat și Vampirii (1961)
- Goliath și Păcatul Babilonului (1963)
- Goliath și Dragonul  (1960) a fost inițial un film italian cu Hercule numit Răzbunarea lui Hercule

În 2005, Lightstone Studios a lansat un film muzical direct-pe-DVD intitulat One Smooth Stone, care mai târziu a fost schimbat în David și Goliat.